# I'm with You (Avril Lavigne)
I'm with You è un singolo di Avril Lavigne pubblicato il 19 novembre 2002 da Arista Records in CD e MC, terzo estratto dall'album di esordio Let Go.

## Descrizione
È stata la prima ballad di Avril Lavigne ad essere estratta come singolo. È stato il secondo brano di Avril Lavigne ad essere nominato a un Grammy nelle categorie Brano dell'anno e Miglior performance pop vocale femminile ai Grammy Awards 2004.
Il brano ha raggiunto la numero uno in Messico, la numero quattro nella Billboard Hot 100 (terzo singolo di Avril Lavigne a raggiungere la top ten), la numero sette in Regno Unito e la numero tredici in Canada. I'm with You ha ricevuto airplay radiofonico e televisivo in Australia, ma non è mai stato lanciato ufficialmente.
I'm with You è una ballad molto intensa che si discosta dal ritmo coinvolgente ed incalzante dei due precedenti singoli Complicated e Sk8er Boi.
Grazie a questo cambiamento e ad un videoclip con atmosfere più cupe rispetto ai precedenti, in sintonia con il testo e la musica, questo singolo confermerà anche nel 2003 il successo dell'artista canadese.
L'arrangiamento dei singoli estratti da Let Go, con la scelta di I'm with You come terzo, rientra nel dibattito delle scelte controverse, dato che I'm with You era "considerato da alcuni la potenziale messa a segno più grande nell'album", e avrebbe potuto stabilire Avril Lavigne come un'artista più matura se fosse stato pubblicato per primo. Secondo Reid, "Alcune persone proprio non le capisco. E con il primo video, vi è stata una certa preoccupazione perché era troppo giovane e scherzosa, avrebbe potuto alienare gli amanti della musica più seria". KidsWorld l'ha definita "la canzone perfetta per soffocare il dolore quando quel ragazzo della tua classe per cui hai una cotta ti spezza il cuore".
Il singolo viene pubblicato in Italia il 23 aprile 2003, e nel dicembre 2002 in USA.
I'm with You è stato candidato a 4 premi durante il 2003 (vedere Premi ricevuti da Avril Lavigne), ed è stato venduto in più di 4 milioni di copie. I'm with You ha riscosso un buon successo negli Stati Uniti affiorando nell'inverno del 2002 e raggiungendo il quarto posto.
La popstar Rihanna ha proposto un sample di I'm with You in un suo brano tratto dall'album Loud, intitolato Cheers (Drink to That) e scelto come singolo nel 2011.
È stato prodotto un remix del singolo dalle sonorità techno da Leama & Moor nel 2003.

## Tracce
1. I'm with You – 3:44
2. I'm with You (Live in Mexico City 2002) – 3:57
3. Unwanted (Live in Mexico City 2002) – 4:01
4. I'm with You (Video) – prodotto da Coleen Haynes e diretto da David LaChapelle

## Video
Il videoclip del singolo è stato girato a Los Angeles tra l'8 e il 9 novembre 2002 e diretto dal fotografo e regista David LaChapelle. Il video è ambientato in un pub dalle luci soffuse in cui una moltitudine di ragazzi si scatena al ritmo di una musica impercettibile. Poco lontano, timidamente celata dietro un'altra figura, compare Avril, i cui tratti del volto lasciano presagire un profondo sentimento di tristezza e rassegnazione.
Subito dopo la cantante ricompare sola in una cupa galleria, mentre intona le prime parole della canzone lasciando che una serena brezza le scompigli leggermente i capelli. Nel frattempo la prima Avril è intravista mentre con fare rassegnato si fa timbrare la mano da un uomo, per poter entrare nel locale; addentratasi nei punti in cui la festa è più concitata, viene strattonata casualmente da un gruppo di ragazzi, totalmente assorti dal ritmo della loro danza.
Contemporaneamente la figura sola di Avril, che prima era sotto una galleria, è vista camminare all'aperto in un quartiere deserto, le cui deboli luci illuminano l'asfalto segnato dalla pioggia. Alla grigia figura della cantante si contrappongono altri membri della sua band, anch'essi soli mentre accompagnano con i loro strumenti l'incalzante ritmo di "I'm With You".
Il video procede con Avril che si avventura malinconica attraverso una porta, camminando serenamente attraverso la turbolenta folla degli invitati al pub. Avril stessa viene presa di mira da un tale, che, dopo aver smesso di amoreggiare con la sua ragazza, la abbandona per tentare di sedurre la cantante. Quest'ultima, con fare violento e nervoso, lo allontana da sé, scaraventandolo con disprezzo sulla folla.
Seguono l'alternarsi di scene con le due Avril (la prima nel pub, la seconda sola all'aperto) protagoniste, sapientemente variate in contemporanea ai cambiamenti del ritmo musicale. Ad un certo punto, la cantante appare abbandonare la festa, sbattendo con un calcio la porta, ma subito dopo ricompare nel locale, in uno stato di abbandono e quiete che contrasta con i movimenti scatenati e quasi monotoni della gente.
Il video ha due diverse conclusioni: in quello ufficiale, Avril abbandona il pub per ritrovarsi nuovamente sola nel freddo autunnale. Nella versione non ufficiale, all'uscita dal luogo, la cantante incontra i suoi amici ad aspettarla e li segue, scomparendo definitivamente dalla scena.
Il video, in realtà, avrebbe dovuto rispettare la scelta di Avril, che voleva mostrarsi nel video mentre si esibiva nel pub con la sua band, in modo molto affine al videoclip di Losing Grip. Il regista David LaChapelle ha invece impostato un video dai toni più cupi, ribadendo il concetto della solitudine, ideato in parte dalla stessa Avril. Nell'attuale videoclip ci sono 75 comparse (di cui una buona parte ha partecipato al video Dirrty di Christina Aguilera), scelte appositamente in base a quanto energiche si sono rivelate. Per farle scatenare in un ballo scoordinato e agitato, nel locale sono stati inseriti a tutto volume cd contenenti canzoni dei Sex Pistols e dei The Clash. Durante le riprese il brano è stato velocizzato e, nella fase del montaggio, le scene sono state rallentate per far coincidere le labiali di Avril con la musica del brano originale. Much Music ha eletto il video uno dei 100 video più belli di tutti i tempi. Ha debuttato in Total Request Live di MTV il 2 dicembre 2002 alla numero cinque. Si è mantenuto 50 giorni nel programma, ed è stato 8 giorni in vetta al countdown.

## Premi
I'm with You è stata candidata ai Grammy Awards 2004 nella categoria Song of the Year e Best Female Pop Vocal Performance, ma perse di fronte al singolo Beautiful di Christina Aguilera. Il video è stato anche nominato agli MTV Video Music Awards del 2003 come Best Female Video.
I'm with You imbocca il percorso del successo divenendo il terzo singolo consecutivo dell'artista ad affermarsi fra i primi dieci più venduti negli Stati Uniti nei primi mesi dell'inverno 2003. Il brano ha speso dieci settimane consecutive nella top 10 e ventisette settimane nella Hot 100 divenendo la seconda canzone di Avril Lavigne a stare più tempo nella classifica, superata solo dal suo singolo di debutto, Complicated, che è stato in classifica per 31 settimane. Il brano è stato certificato disco di oro dalla Recording Industry Association of America nel 2006 per vendite che ammontano a oltre 500000 copie negli Stati Uniti. Sino ad ottobre 2011, I'm with You ha venduto 456000 copie digitali negli Stati Uniti.
| Anno | Cerimonia                              | Premio                                   | Esiti           |
| ---- | -------------------------------------- | ---------------------------------------- | --------------- |
| 2003 | MTV Video Music Awards                 | Miglior video femminile                  | Candidato/a     |
| 2003 | Teen Choice Awards                     | Canzone d'amore                          | Vincitore/trice |
| 2003 | Socan Awards                           | Miglior canzone pop                      | Vincitore/trice |
| 2004 | Grammy Awards                          | Miglior performance pop vocale femminile | Candidato/a     |
| 2004 | Grammy Awards                          | Brano dell'anno                          | Candidato/a     |
| 2004 | Juno Awards                            | Juno Scelta dei fan                      | Candidato/a     |
| 2004 | ASCAP Film and Television Music Awards | Canzone più suonata in un film           | Vincitore/trice |
| 2004 | BMI Awards                             | Miglior canzone pop                      | Vincitore/trice |

## Date di pubblicazione
| Paese       | Data             | Formato    | Etichetta |
| ----------- | ---------------- | ---------- | --------- |
| Stati Uniti | 19 novembre 2002 | CD singolo | Arista    |
| Europa      | 3 marzo 2003     | CD singolo | Arista    |
| Regno Unito | 31 marzo 2003    | CD singolo | Arista    |

## Presenze in altri media
La canzone è stata inserita in un episodio di Smallville, "Clonata per amore" e nell'episodio pilota della serie "Tarzan" del 2003 con protagonista Travis Fimmel e nella soap opera brasiliana Mulheres Apaixonadas. È stata utilizzata anche nel film Una settimana da Dio, all'interno del quale ha vinto gli ASCAP Film and Television Music Awards come miglior canzone per un film, e nel 2024 in Deadpool & Wolverine. Inoltre, nel 3 dicembre 2011 Amelia Lily ha cantato dal vivo il brano a The X Factor (Regno Unito). La sua performance è andata in onda su ITV

## Classifiche

### Classifiche settimanali
| Classifica (2003)                | Posizione massima |
| -------------------------------- | ----------------- |
| Austria                          | 13                |
| Belgio (Fiandre)                 | 9                 |
| Belgio (Vallonia)                | 39                |
| Canada                           | 18                |
| Danimarca                        | 20                |
| Francia                          | 34                |
| Germania                         | 13                |
| Grecia                           | 12                |
| Irlanda                          | 5                 |
| Italia                           | 5                 |
| Norvegia                         | 16                |
| Nuova Zelanda                    | 5                 |
| Paesi Bassi                      | 18                |
| Regno Unito                      | 7                 |
| Stati Uniti                      | 4                 |
| Stati Uniti (adult contemporary) | 18                |
| Stati Uniti (adult top 40)       | 1                 |
| Stati Uniti (pop)                | 1                 |
| Svezia                           | 11                |
| Svizzera                         | 12                |

### Classifiche di fine anno
| Classifica (2003) | Posizione |
| ----------------- | --------- |
| Belgio (Fiandre)  | 62        |
| Regno Unito       | 120       |
| Stati Uniti       | 18        |
| Svezia            | 92        |
| Svizzera          | 83        |